# Przedkowice
Przedkowice (deutsch Przittkowitz, 1936–45: Gutweide) ist ein Dorf in der Gemeinde Żmigród im Powiat Trzebnicki der polnischen Woiwodschaft Niederschlesien. Es liegt etwa sechs Kilometer südöstlich von der Stadt Żmigród (deutsch Trachenberg). Das Dorf hatte 99 Einwohner im Jahr 2011.
Ab 1815 gehörte das Dorf zum Landkreis Militsch in der preußischen Provinz Schlesien, die zwischen 1871 und dem Ende des Zweiten Weltkriegs (1939–45) einen Teil des Deutschen Reichs bildete.